# Saint-Pierre-Eynac

Saint-Pierre-Eynac este o comună în departamentul Haute-Loire, Franța. În 2009 avea o populație de 1,015 de locuitori.